# Леви, Мишель (врач)
Мишель Леви (фр. Michel Lévy; 28 сентября 1809, Страсбург — 19 марта 1872, Париж) — французский врач, генерал медицинской службы. Профессор. Доктор медицины.
Президент Парижской медицинской академии (1857). Один из выдающихся французских гигиенистов.

## Биография
Мишель Леви был седьмым из 11 детей коммерсанта Исаака Леви и его жены Ханы. Его дед по материнской линии, раввин, учил его читать танах на иврите. Мишель вырос глубоко религиозным человеком.
Бизнес отца не особо процветал. Не у каждого из детей была своя пара обуви. Но Мишель Леви в возрасте 14 лет поступил в Королевский колледж в Страсбурге. Он оплачивал свою учёбу, давая частные уроки своим богатым соученикам.
В 1827 году получил степень бакалавра риторики. Его успехи были таковы, что руководство колледжа и академический инспектор Страсбурга направили просьбу министру о субсидии для Мишеля на подготовку в Высшей нормальной школе. Ответа не пришло — возможно, из-за того, что речь шла о еврее.
В 1830 Леви удалось сдать вступительные экзамены для обучения медицине в военном госпитале в Страсбурге, одном из центров подготовки молодых военных врачей, и он стал сверхштатным учеником хирурга.
В процессе обучения принял участие, в качестве военного лекаря, в экспедиции французской армии на Пелопоннес в ходе вооружённой борьбы греческого народа за независимость от Османской империи. В 1832 году был повышен в должности до помощника врача.
Участник осады Антверпена в 1832 году во время Бельгийской революции.
В 1834 на медицинском факультете университета Монпелье получил степень доктора медицины, защитив диссертацию о лечении плеврита.
В 1836 был назначен профессором гигиены и судебной медицины, стал заведующим медицинской кафедры, читал лекции по гигиене в парижском военном госпитале Валь-де-Грас, а в 1845 был назначен профессором патологии в Меце.
В 1840 году женился на Адель Дюпон (р. 1818), дочери богатого предпринимателя, хозяина металлургического завода.
В 1850 году стал членом Парижской медицинской академии (Académie Royale de médecine). В 1857 был президентом академии.
В 1851 году возглавлял медицинскую службу восточной французской армии. Был назначен медицинским инспектором в ранге генерала и стал единственным генералом-евреем Второй империи.
Участник Крымской войны в качестве руководителя и инспектора медицинской службы французской армии в Восточной Турции и Крыму, заведовал госпиталем в Константинополе, где применял эффективные меры гигиены по борьбе с эпидемией холеры.
По возвращении во Францию в 1856 году был назначен директором военного госпиталя Валь-де-Грас(эту должность он занимал до конца жизни в 1872 году).

## Научная деятельность
В 1845 году опубликовал книгу «Трактат об общественной и частной гигиене» (фр. Traité d'hygiène publique et privée). Отстаивал идею того, что медицина — служение, которое прежде всего должно защитить бедных.
Ещё до открытия бактериальных инфекций Леви интуитивно понял связь загрязнения с болезнями и начал внедрять принципы чистоты и гигиены. В 1832 и 1840 годах применял методы жёсткой изоляции, вентиляции и мытья при ликвидации эпидемий холеры.
Боролся против крупных муниципальных больниц, считая их средоточием заразы, и требовал организации больниц с другой структурой. Боролся против применения детского труда. Известно, что он встретил свою будущую жену, когда пришёл к её отцу протестовать против использования труда восьмилетних детей на его заводе.
Во время Крымской войны изобрёл принцип размещения больных в маленьких палатках (вместо больших бараков), что позволило резко снизить смертность от инфекций.
Был консультантом Наполеона III, организатором здравоохранения во времена Второй Империи.
Боролся за реформу военной медицины. Проводил идею, что военные врачи должны иметь те же права, что и другие офицеры, иметь возможность роста по службе и профессионального совершенствования в рамках армии. В 1864 ему удалось добиться введения таких правил, которые действуют до сих пор.
В 1864 году добился создания в Страсбурге Службы здоровья школьников. В 1870—1871 годах во время осады Парижа инспектировал кареты скорой помощи.
Великий офицер Ордена Почётного легиона, кавалер многих орденов, в том числе папских и других иностранных. Мишель Леви отказался от баронского титула, предложенного Наполеоном III, но согласился поменять фамилию потомков на Мишель-Леви.
Умер в 1872 году в Париже и похоронен на кладбище Пер-Лашез.
Военный госпиталь в Марселе до сноса в 1990 году носил имя Мишеля Леви.
Его сын Огюст Мишель-Леви был известным французским геологом и минералогом.

## Избранные труды
- «Histoire de la méningite cérébro-spinale : observée au Val-de-Grâce en 1848 et 1849», Paris, 1849;
- «Traité d’hygiène publique et privé» (выдержало до 1869 г. 5 изданий);
- «Sur l’hygiène militaire»